# Clubiona mahensis
Clubiona mahensis är en spindelart som beskrevs av Simon 1893. Clubiona mahensis ingår i släktet Clubiona och familjen säckspindlar.
Artens utbredningsområde är Seychellerna. Inga underarter finns listade i Catalogue of Life.